# Escut d'Onda
L'escut d'Onda és un símbol representatiu oficial del municipi valencià d'Onda (Plana Baixa). Té el següent blasonament:
| « | Escut quadrilong de punta redona. D'or, quatre pals de gules, carregats d'una muralla amb tres torres del seu color, sobre un mar d'ones d'atzur i argent carregat amb tres roses al natural posades en faixa. Al timbre, corona reial oberta. | » |

## Història
L'escut es rehabilità per Resolució de 17 d'octubre de 2001, del conseller de Justícia i Administracions Públiques, publicada en el DOGV núm. 4.132, de 21 de novembre de 2001.
Es tracta d'un escut amb una llarga tradició històrica, i com ja en 1563 ens explicava Viciana, els quatre pals representen les armes de la Corona d'Aragó com a vila reial que fou des de la seva conquesta fins a l'any 1280 i des del segle xvii en endavant, on va tenir representació a Corts pel braç reial. La muralla i les torres al·ludeixen al recinte emmurallat de la vila i el castell, tradicionalment conegut aquest com el «Castell de les Tres-centes Torres». Les ones són un senyal parlant referit al topònim de la localitat i les tres roses són una representació de les hortes de la vila.
Es coneixen tres escuts conservats en documentació medieval relativa a Onda on es veu l'evolució dels seus elements: en 1393 apareix un dibuix molt esquemàtic on es representen només les ones, en 1412 el traç segueix sent esquemàtic però ja apareix un escut truncat amb els pals d'Aragó i les ones i, en 1417, l'escut, amb un traç més acurat, té idèntics elements que l'anterior.

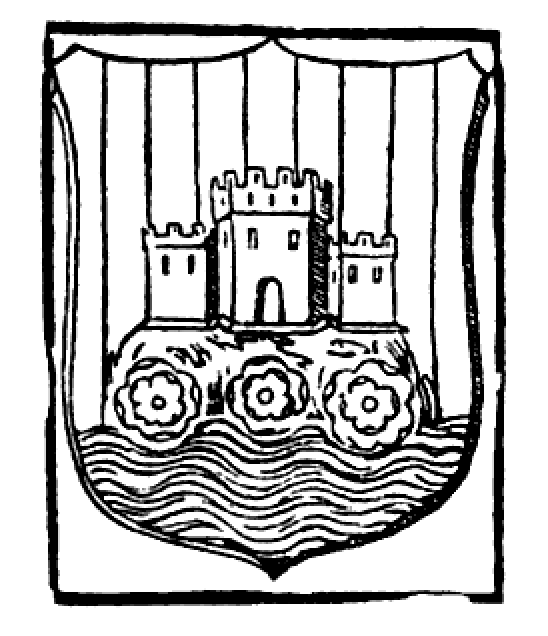
Escut d'Onda en 1564, segons Viciana.

En la «Chrónica de la ínclita y coronada ciudad de Valencia y de su Reino» de Viciana, publicada en 1564, apareix un dibuix de l'escut i una descripció dels seus elements:
| « | (castellà) La villa de Onda y su castillo... usa traher por armas y insignias en los sellos y en obras y edificios las invencibles barras de Aragón, por haver sido siempre muy leales y fieles servidores al rey de Aragón, su señor natural. Y más, baxo de las armas reales, un castillo assentado sobre peñas, assí como lo está con tres flores de rosas al pie del castillo, a denotar las huertas que le ciñen. Y en lo baxo del escudo, olas de mar, conforme al nombre de Onda... | (català) La vila d'Onda i el seu castell... utilitza per armes i insígnies en els segells i en obres i edificis els invencibles pals d'Aragó, per haver-hi estat sempre molt lleials i fidels servidors del rei d'Aragó, el seu senyor natural. A més, sota el senyal reial, un castell assentat sobre penyals, així com tres roses al peu del castell, representant les hortes que l'envolten. I a la part baixa de l'escut, ones de mar, d'acord amb el nom d'Onda... | » |

En un llibre de Antonio de Moya sobre heràldica cívica espanyola de 1756 apareix una altra descripció:
| « | (castellà) ...se distingue esta villa en sus blasones con las barras sangrientas, puestas en gefe, y en punta un castillo sobre peñas, combatidas éstas de ondas, con tres rosas al pie de dicho castillo. | (català) ...es distingeix aquesta vila en els seus blasons amb els pals sagnants, col·locats al cap, i a la punta un castell sobre penyes, combatudes aquestes per ones, amb tres roses al peu del castell. | » |

En 1873 torna a ser descrit, per Bernardo Mundina, aquesta vegada molt sumàriament:
| « | (castellà) El escudo que usa esta villa tiene en el fondo las barras de Aragón, sobre estas tres torres, y a sus pies el mar con tres flores dentro del agua. | (català) L'escut que usa aquesta vila té en el fons els pals d'Aragó, i per sobre tres torres, i per sota el mar amb tres flors dins l'aigua. | » |

En 1913 apareix dibuixat, per Carlos Sarthou Carreres, un escut ovalat on no apareixen les tres roses però la descripció que es fa és més completa, sense molta relació amb el dibuix:
| « | (castellà) Escudo de armas. Está dividido en dos cuarteles horizontalmente:en la parte superior del óvalo coronado, aparecen las barras reales de Aragón, patrimonio de toda población libre y directamente sujeta á la Corona; y en la mitad inferior tres torres iguales unidas por murallas, y en su base el mar con tres rosas dentro del agua. | (català) Escut d'armes. Està dividit horitzontalment en dos quarters: a la part superior de l'oval coronat apareixen els pals d'Aragó, patrimoni de tota població lliure i subjecta directament a la Corona; i a la meitat inferior tres torres iguals unides per muralles, i a la base el mar amb tres roses dins l'aigua. | » |